# HV Rapiditas
HV Rapiditas is een Nederlandse handbalvereniging uit het Limburgse Weert. De club is opgericht op 1 juni 1984 uit een fusie tussen HV Megacles, Weert ’77 en Quick.
In het seizoen 2023/2024 speelt het eerste herenteam in de eerste divisie en het eerste damesteam in de regionale eerste klasse. 
Het eerste herenteam wordt gecoacht door Osvaldo Gomes.